# Alptidlösa
Alptidlösa (Colchicum alpinum) är en tidlöseväxtart som beskrevs av Dc. Enligt Catalogue of Life ingår Alptidlösa i släktet tidlösor och familjen tidlöseväxter, men enligt Dyntaxa är tillhörigheten istället släktet tidlösor och familjen tidlöseväxter. Arten har ej påträffats i Sverige. Inga underarter finns listade i Catalogue of Life.

## Bildgalleri

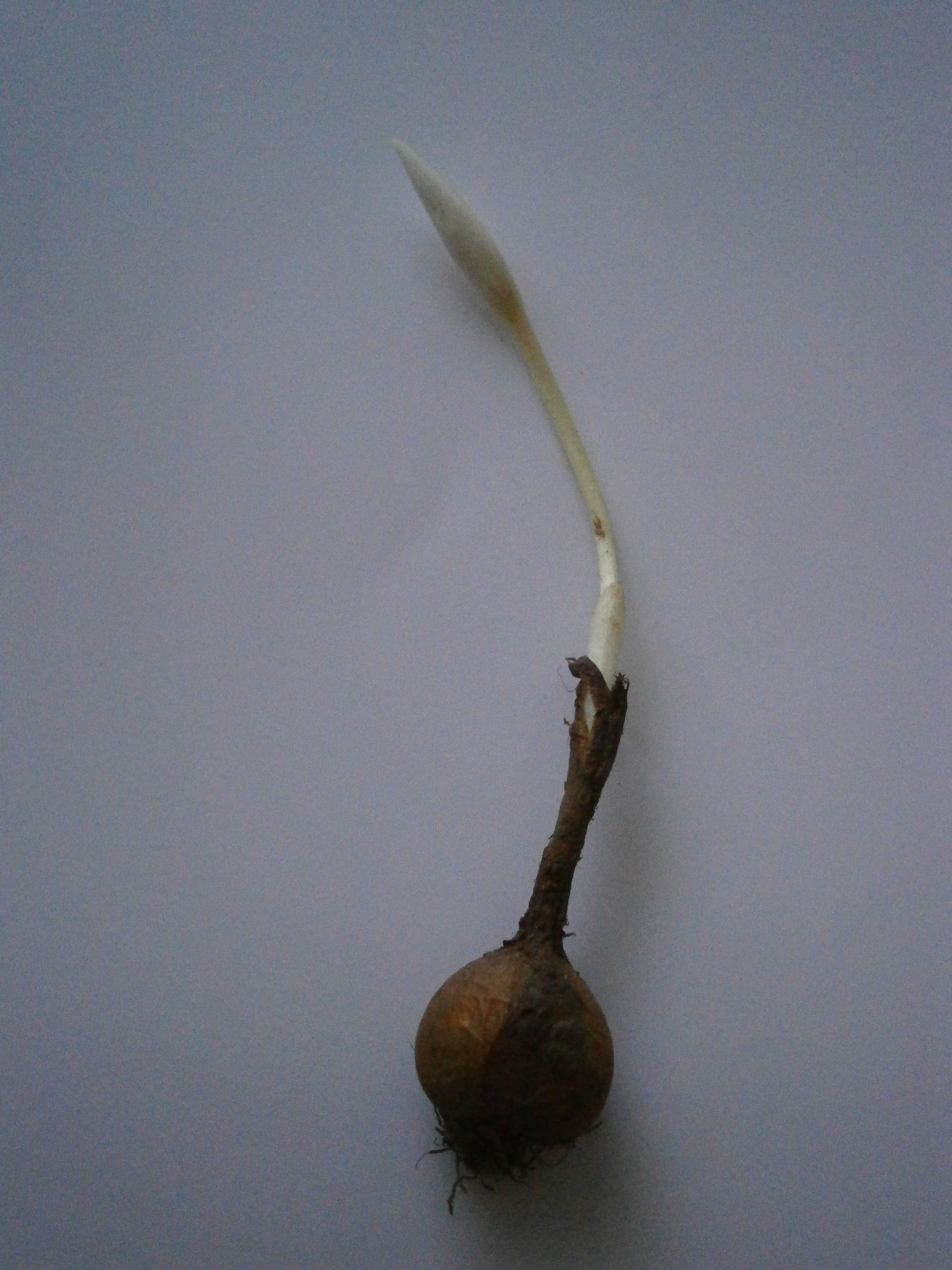
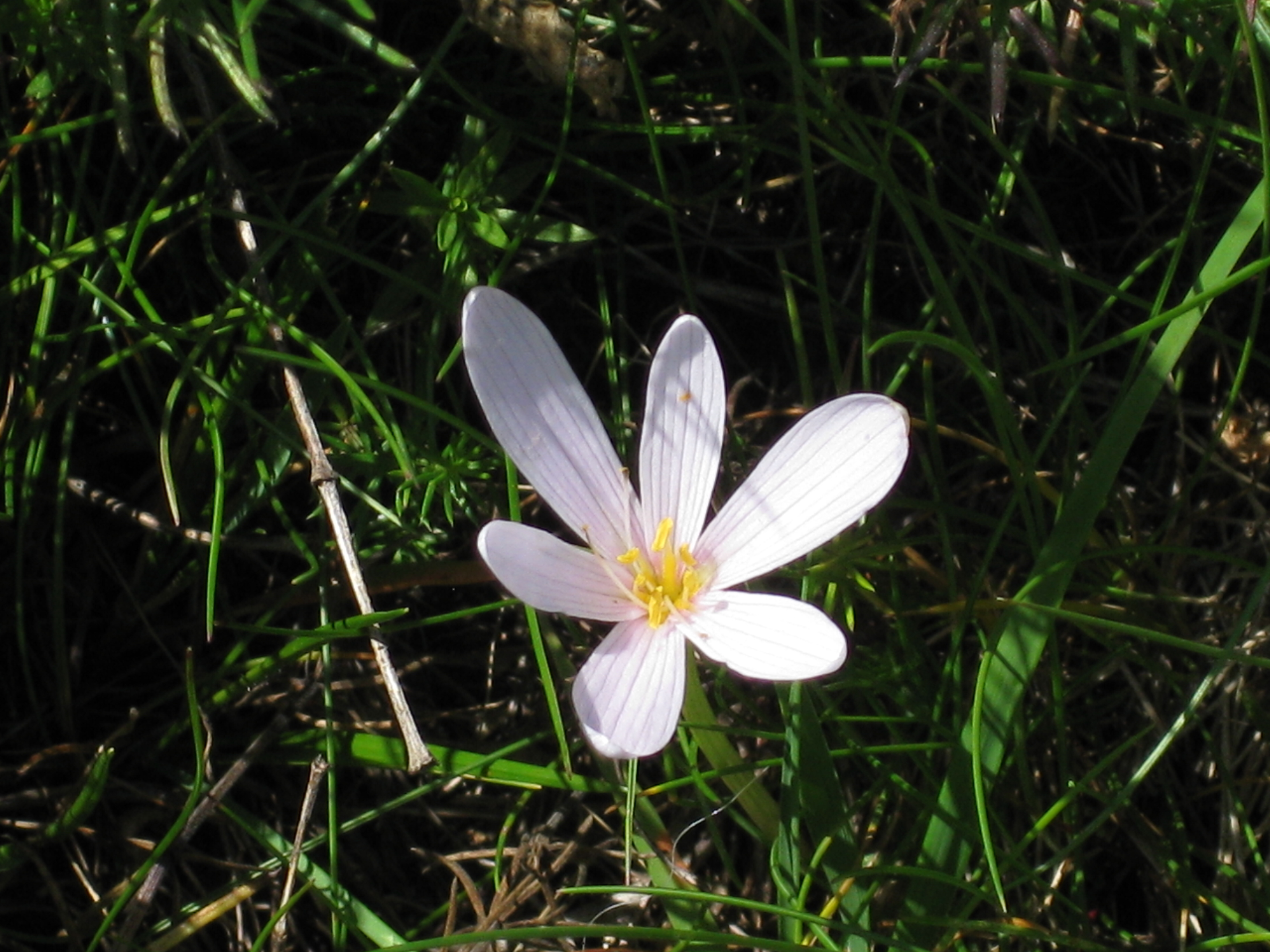
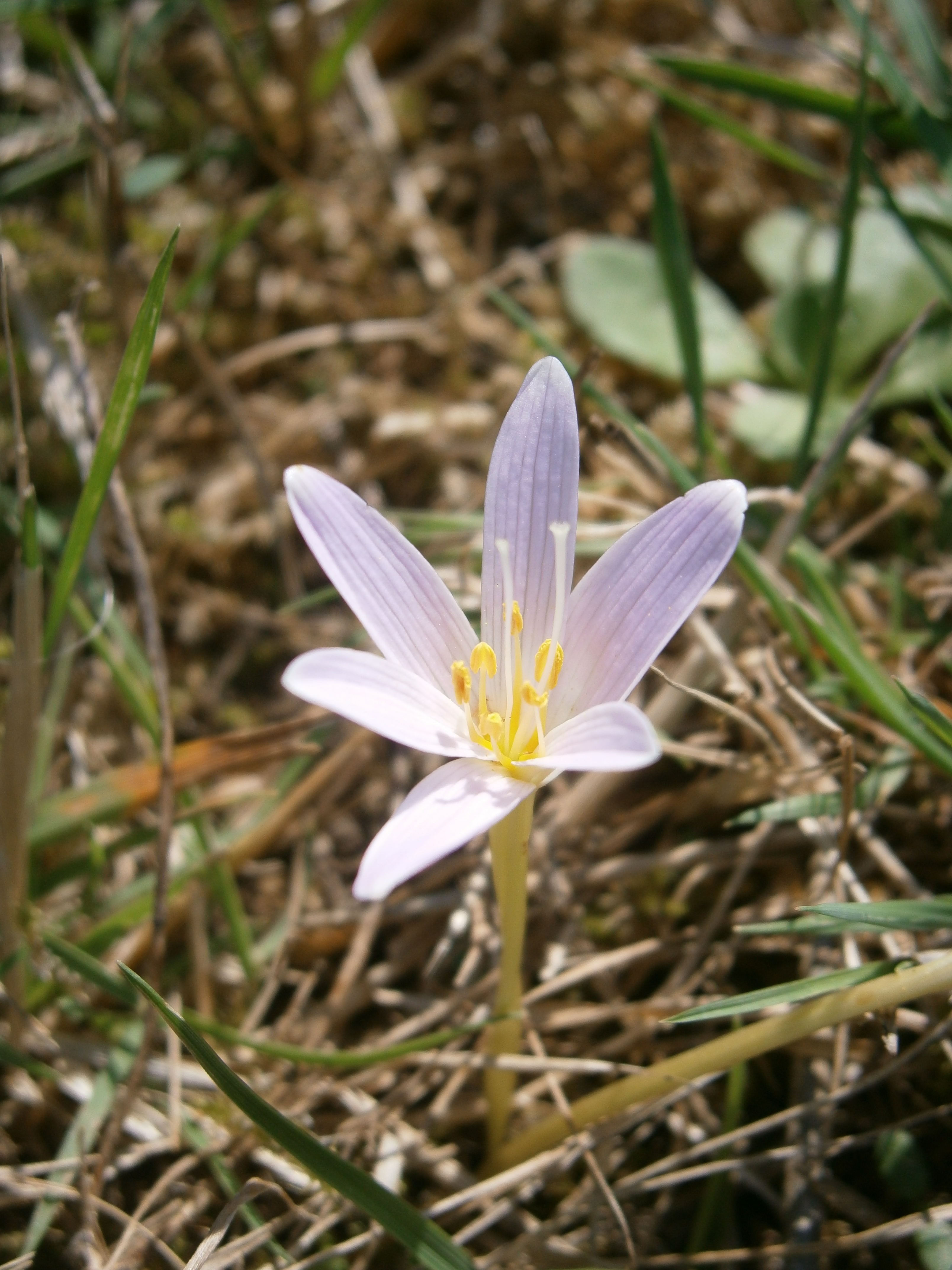
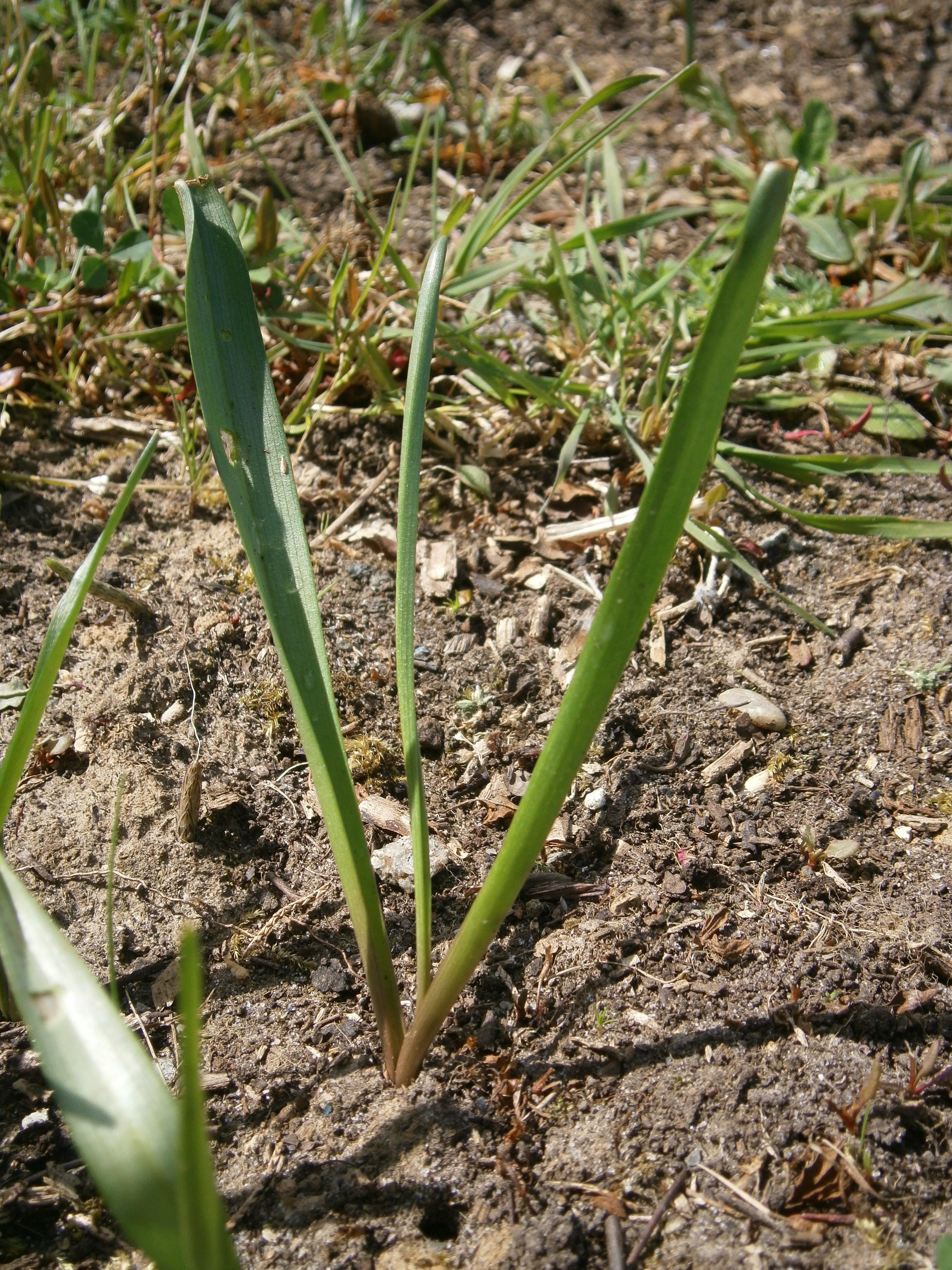
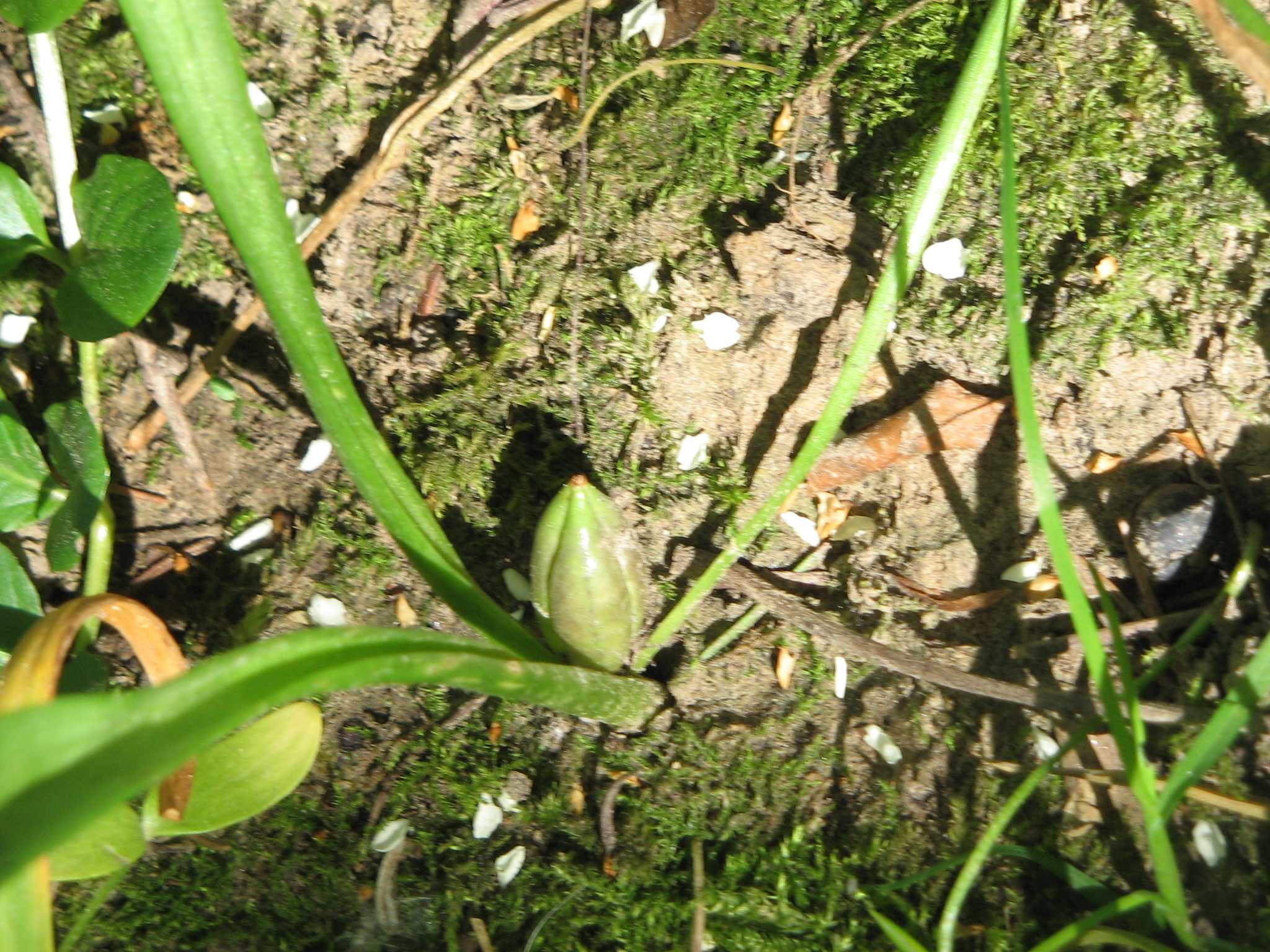